# Siuna
Siuna là một khu tự quản thuộc tỉnh Región Autónoma del Atlántico Norte, Nicaragua. Khu tự quản Siuna có diện tích 5040 ki lô mét vuông. Đến thời điểm năm 2005, huyện Siuna có dân số 64092 người.